# Ronald DeFeo Jr.
Ronald Joseph DeFeo Jr. (ur. 26 września 1951 w Nowym Jorku, zm. 12 marca 2021 w Albany) – amerykański masowy morderca, odpowiedzialny za zamordowanie w 1974 we wsi Amityville sześciorga członków swojej rodziny – rodziców, dwóch braci i dwóch sióstr. Skazany wyrokiem na sześciokrotne pozbawienie wolności od dwudziestu pięciu lat do dożywocia, zmarł w więzieniu w 2021 roku. Dokonane przez niego morderstwa stały się inspiracją dla książki Amityville Horror oraz jej filmowej adaptacji.

## Morderstwa
13 listopada 1974, około 18.30, dwudziestotrzyletni DeFeo wszedł do baru w Amityville, informując, że jego rodzice zostali zastrzeleni i prosząc o pomoc. Wraz z kilkoma osobami udał się do swojego domu przy Ocean Avenue 112, gdzie znaleziono jego martwych rodziców. Znajomy DeFeo, Joe Yeswit, zadzwonił na policję, która po przeszukaniu domu znalazła ciała sześciorga domowników zastrzelonych we własnych łóżkach – rodziców (czterdziestotrzyletniego Ronalda Sr. i czterdziestotrzyletnią Louise) oraz rodzeństwo: osiemnastoletnią Dawn, trzynastoletnią Allison, dwunastoletniego Marca i dziewięcioletniego Johna. Wszyscy zostali zastrzeleni z karabinu Marlin 336C kalibru 0.35, czas zgonu określono na około 3.00 tego samego dnia. Rodzeństwo zastrzelono pojedynczymi strzałami, a do rodziców oddano po dwa strzały. Dowody znalezione na miejscu wskazywały, że Louise i Allison w momencie śmierci nie spały. Według policji hrabstwa Suffolk County ofiary znaleziono leżące na łóżkach twarzami w dół. Rodzina zamieszkiwała dom od 1965 roku, wszystkie ofiary pochowano na cmentarzu św. Karola w pobliskim Farmingdale.
Ronald Jr., znany także jako „Butch”, był najstarszym dzieckiem DeFeów i jedynym ocalałym z masakry. Po tym, jak zasugerował, że morderstw dokonał mafijny egzekutor Louis Falini, został przewieziony na posterunek w celu zapewnienia mu bezpieczeństwa. Podczas przesłuchania podawane przez niego opisy wydarzeń szybko zaczęły różnić się od siebie. Następnego dnia przyznał się do zamordowania rodziny; potwierdzono także, że Falini ma alibi i w momencie wydarzenia przebywał poza stanem. DeFeo zeznał policjantom: „Kiedy już zacząłem, nie mogłem przestać. Wszystko potoczyło się tak szybko”. Po zamordowaniu wziął kąpiel, przebrał się, ukrył kluczowe dowody – zakrwawione ubrania i marlina, których miejsce wskazał policjantom – i wyszedł do pracy.

## Proces i śmierć
Proces DeFea rozpoczął się 14 października 1975. Obrońca William Weber wykazywał, że DeFeo w momencie zabójstwa był niepoczytalny i działał w samoobronie, ponieważ słyszał w głowie głosy członków rodziny spiskujących przeciwko niemu. Niepoczytalność została potwierdzona przez reprezentującego obronę psychiatrę Daniela Schwartza. Psychiatra oskarżenia, doktor Harold Zolan, wskazał, że DeFeo był narkomanem uzależnionym od heroiny i LSD, przejawiał antyspołeczne zaburzenie osobowości, a w momencie dokonywania morderstw był w pełni poczytalny. Sędzia Thomas Stark stwierdził, że popełnione przez DeFea zbrodnie były „najobrzydliwszymi, jakich dokonano w hrabstwie Suffolk od czasu jego założenia”.
21 listopada 1975 DeFea uznano za winnego sześciokrotnego zabójstwa drugiego stopnia. 4 grudnia sędzia Stark skazał go na sześć wyroków pozbawienia wolności od dwudziestu pięciu lat do dożywocia. Został osadzony w zakładzie zaostrzonym rygorze Sullivan Correctional Facility w Fallsburgu, w którym przebywał do swojej śmierci. Wszystkie złożone przez niego na przestrzeni ponad czterdziestu lat apelacje i wnioski o przedterminowe zwolnienie zostały odrzucone. Zmarł 12 marca 2021 w szpitalu w Albany, do którego został przewieziony z więzienia, jednak do wiadomości publicznej nie podano przyczyny śmierci.

## Późniejsze zeznania

Dom przy Ocean Avenue 112 w Amityville (1973).

Wszystkie ofiary znaleziono leżące w łóżkach twarzą do dołu, żadna nie wykazywała oznak walki. Policyjne śledztwo wykazało, że DeFeo nie korzystał z tłumika, a ofiarom nie podano żadnych środków odurzających, jak podczas przesłuchania twierdził oskarżony. Chociaż DeFeo miał trudne relacje z ojcem, który od dzieciństwa brutalnie bił jego i rodzeństwo, śledczym nie udało się ustalić jednoznacznego motywu. Podczas przesłuchania DeFeo miał zapytać policjantów, w jaki sposób może spieniężyć polisę ubezpieczeniową ojca, co oskarżyciele wykorzystali podczas procesu jako motyw zabójstwa rodziców.
Po skazaniu DeFeo przedstawił kilka wersji przebiegu morderstw. W wywiadzie udzielonym „Newsday” w 1986 stwierdził, że to Dawn zabiła ich ojca, a zrozpaczona matka zamordowała jego rodzeństwo, zanim to DeFeo zabił ją. Miał wziąć na siebie całą winę, obawiając się, że jeżeli powie coś złego na temat swojej rodziny, narazi się ojcu matki oraz wujkowi ojca, którzy będą chcieli go zabić. Wujek Ronalda Sr., Peter DeFeo, był caporegimem Genovesów, jednej z pięciu nowojorskich rodzin mafijnych. W tym samym wywiadzie DeFeo stwierdził także, że w momencie zdarzenia był ożeniony z niejaką Geraldine Gates, z którą mieszkał w New Jersey, a do Amityville przyjechał z nią i jej bratem Richardem Romondoem na prośbę matki, proszącą go o powstrzymanie kłótni pomiędzy Dawn a ojcem. Zapewnił, że Romondoe może potwierdzić jego wersję wydarzeń.
W 1990 DeFeo złożył wniosek mający uruchomić procedurę uchylającą wyrok skazujący. Stwierdził w nim, że Dawn i nieznany sprawca, który wybiegł z domu, zanim zdążył mu się przyjrzeć, zamordowali ich rodziców, a następnie Dawn zabiła rodzeństwo. Jedyną osobą, którą miał zabić DeFeo, była Dawn, co nastąpiło wskutek wypalenia broni podczas szarpaniny. Raz jeszcze powołał się na Geraldine i jej brata, mogącego zeznawać na jego korzyść. W trakcie procedury odwoławczej próbowano zlokalizować jego domniemanego szwagra, jednak bezskutecznie. Sądowi przedstawiono dowody wskazujące, że Romondoe nie istnieje, a chociaż w stanie Nowy Jork rzeczywiście mieszka Geraldine Gates, to w momencie zbrodni była żoną innego mężczyzny. Gates nie zeznawała w sprawie, ponieważ przesłuchano ją już wcześniej. W 1992 pod przysięgą złożyła zeznanie, w którym potwierdziła, że Romondoe nie istnieje, a ślub z DeFeem wzięła dopiero w 1989, kiedy ten był już w więzieniu i przygotowywał się do złożenia wniosku o procedurę uchylającą wyrok skazujący. Sędzia Stark odrzucił wniosek, wskazując, że późniejsze zeznania DeFea różnią się całkowicie od tych, które złożył w 1974, a w których przyznawał m.in., że mieszkał z rodziną przy Ocean Avenue 112 w Amityville, ze szczegółami, których nie mógł znać nikt poza sprawcą, opisał przebieg morderstw oraz przyznał, że od czerwca 1974 spotykał się z niejaką Mindy Weiss. Zeznania złożone po latach uznał za „fałszywe i sfabrykowane”.
W listopadzie 2000 DeFeo spotkał się Rikiem Osuną, autorem wydanej w 2002 roku książki The Night the DeFeos Died, z którym miał rozmawiać przez sześć godzin. DeFeo zaprzeczył, jakoby przekazał Osunie jakiekolwiek istotne informacje, a wywiad przerwał niemal natychmiast. Zdaniem Osuny DeFeo miał przyznać, że zabójstwa dokonał wraz z Dawn i dwoma znajomymi, Augiem Degenerem i Bobbym Kelskem, obawiając się o swoje życie, ponieważ rodzice mieli planować zabicie go. Po sprzeczce z ojcem miał wraz z siostrą zaplanować zabicie rodziców, a kiedy to się stało, Dawn zabiła też rodzeństwo, żeby pozbyć się ewentualnych świadków. To miało rozgniewać DeFea, który obezwładnił ją na łóżku i dokonał na niej egzekucji poprzez strzał w jej głowę. W 1974 policja znalazła na koszuli nocnej Dawn ślady niespalonego prochu, co zdaniem zwolenników DeFea dowodzi, że strzelała ona z broni palnej. Podczas procesu ekspert ds. balistyki Alfred Della Penna zeznał, że niespalony proch jest wyrzucany przez lufę broni, co wskazywało, że strzał do niej oddano z bliskiej odległości, a nie że to ona pociągnęła za spust. Zdaniem sceptyka Joego Nickella częstotliwość zmiany zeznań przez DeFea sprawia, że do każdego z nich należy podchodzić z dużą dozą ostrożności. Większość książki Osuny opiera się na wywiadzie z byłą żoną DeFea, Geraldine Gates. Podczas wywiadu z „Newsday” w 1986 twierdziła ona, że wyszła za DeFea w 1974, a w rozmowie z Osuną, że w 1970. Podczas rozprawy rozwodowej w 1993 stwierdzić miała, że poznali się w 1985, a pobrali w 1989.

## W kulturze popularnej
- DeFeo wspomniany zostaje w książce Jaya Ansona Amityville Horror wydanej w 1977. Koncentruje się ona na rodzinie Lutzów, którzy wprowadzili się do domu przy Ocean Avenue 112 w grudniu 1975, świadomi tego, że rok wcześniej doszło w nim do masowego zabójstwa, a następnie mieli być nękani przez nadprzyrodzone moce[7]. W ekranizacji książki z 1979 również pobieżnie wspomniany zostaje wątek DeFea[22]. Pojawia się on także w jej remake’u z 2005, w którym do zamordowania miały zmusić go duchy Indian z plemienia Delawarów, na których cmentarzu wybudowano dom. Historycy zajmujący się historią rdzennych Amerykanów w tym rejonie stwierdzili, że nie ma wystarczających dowodów na poparcie tezy, że na działce rzeczywiście znajdował się cmentarz[23].
- W filmie Amityville II: Opętanie, powstałej na podstawie książki Murder in Amityville parapsychologa Hansa Holzera, przedstawiono fikcyjną wersję wydarzeń, które doprowadziły do zabójstw. Nazwisko rodziny zmieniono na Montelii, do scenariusza wprowadzono także kontrowersyjne teorie spiskowe, jak chociażby tę sugerująca, że DeFeo żył w kazirodczym związku z Dawn[24].
- Film The Amityville Murders z 2018 jest kolejną próbą przedstawienia losów DeFeów i okoliczności, jakie doprowadziły do morderstw. W odróżnieniu od Amityville II, w filmie zachowano prawdziwe imiona i nazwiska. W DeFea wcielił się John Robinson[25].
- Sprawa Amityville pojawia się w filmie Obecność 2, w którym Lorraine Warren podczas seansu spirytystycznego oczyma DeFea (Michael DeBartolo) doświadcza tego, jak zamordował swoją rodzinę[26].